# Tranquille River
Tranquille River är ett vattendrag i Kanada.   Det ligger i provinsen British Columbia, i den södra delen av landet, 3 300 km väster om huvudstaden Ottawa.
Trakten runt Tranquille River består i huvudsak av gräsmarker. Runt Tranquille River är det ganska tätbefolkat, med 248 invånare per kvadratkilometer.